# Smetanova Litomysl
El Festival Smetana Litomysl es un tradicional festival internacional de ópera en la República Checa, en la región de Bohemia Oriental. Se lleva a cabo desde 1946 entre junio y julio en Litomyšl, la ciudad natal del compositor checo Bedřich Smetana. Es uno de los festivales de música clásica más grandes y prestigiosos de la República Checa. Tiene lugar en el castillo de Litomyšl, declarado Patrimonio de la Humanidad por la UNESCO.

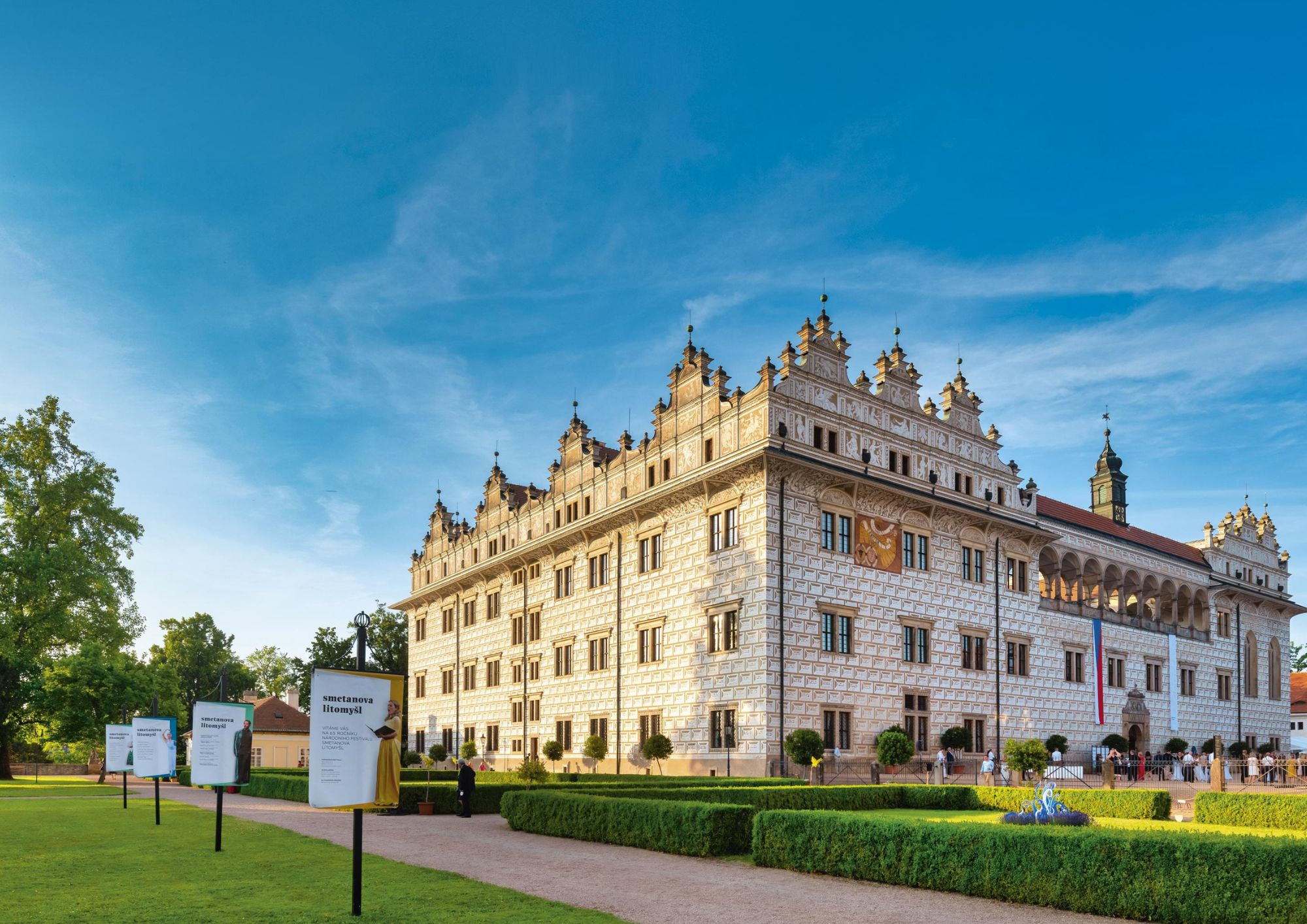
El castillo de Litomyšl, declarado Patrimonio de la Humanidad por la UNESCO, es el lugar tradicional del festival.

Desde 1949, entre junio y julio, se celebra anualmente en la ciudad natal de Bedřich Smetana; sin embargo, también se celebran conciertos en las cercanías de Litomyšl. El centro del festival es el recinto del castillo de Litomyšl, que fue inscrito en la Lista del Patrimonio Mundial de la UNESCO en 1999. Los programas principales se llevan a cabo principalmente en el segundo patio acústicamente favorable con techo retráctil, pero también en la sala de audiencias del castillo, su teatro y capilla, en las iglesias de Litomyšl y en la Casa Smetana. La asistencia a los últimos años del Festival Smetana Litomysl ha promediado entre 20 y 30 mil espectadores. La organización organizadora es Smetana Litomyšl, o.p.s. y el festival es miembro de la Asociación de Festivales de Música de la República Checa.
Es el segundo festival de música clásica más grande y antiguo de la República Checa después del Festival de Primavera de Praga y el festival más grande fuera de Praga. Cada año, el festival cuenta con estrellas mundiales de la ópera. La orquesta interpretativa tradicional es la Orquesta Filarmónica Checa.